# Лещатов
Лещатов (укр. Лещатів) — село в Сокальской городской общине Шептицкого района Львовской области Украины.
Население по переписи 2001 года составляло 383 человека. Занимает площадь 1,32 км². Почтовый индекс — 80030. Телефонный код — 3257.

## История
Уроженцем с. Лещатова был Хаим Сигал, в годы войны — коллаборационист и военный преступник.